# Jeux africains de 2023
Navigation
Rabat 2019 Égypte 2027
Les Jeux africains de 2023, treizième édition des Jeux africains, ont lieu du 8 au 23 mars 2024 à Accra au Ghana.

## Attribution de l'événement et report
Le Ghana, le Nigeria, le Burkina Faso ainsi que l'Égypte ont respectivement manifesté leur souhait d'organiser l'événement,. 
Le Ghana obtient l'organisation de l'événement en octobre 2018.
En raison des pressions économiques, des retards dans les préparatifs du Ghana et de la dissension entre les confédérations sportives africaines et l'Union africaine sur les droits de commercialisation, les Jeux qui étaient prévus du 4 au 19 août 2023 sont reprogrammés du 8 au 23 mars 2024, tout en gardant le nom d'Accra 2023.

## Sites des Jeux
La capitale Accra accueillera les épreuves des Jeux africains.  
Une superficie de 100 acres est réservée près des Jubilee Estates d'Accra ; les infrastructures serviront par la suite pour une nouvelle Université du sport pour le développement. 
Ce projet de 200 millions de dollars inclut stade de 50 000 places, un palais des sports et des centres aquatiques et des courts de tennis.
Le Theodosia Okoh Hockey Stadium est rénové pour l'occasion.

## Sports au programme
Les disciplines sportives présentes aux Jeux africains de 2023 sont :
- Athlétisme

- Badminton

- Basket-ball à trois

- Beach-volley

- Boxe

- Bras de fer

- Cricket

- Cyclisme

- Échecs

- Esport (démonstration)

- Football

- Haltérophilie

- Handball

- Hockey sur gazon

- Judo

- Karaté

- Lutte

- MMA (démonstration)

- Natation

- Pickleball (démonstration)

- Rugby à sept

- Sambo (démonstration)

- Scrabble (démonstration)

- Speedball (démonstration)

- Taekwondo

- Tennis

- Tennis de table

- Teqball (démonstration)

- Triathlon

- Volley-ball

## Tableau des médailles
L'Égypte domine la compétition avec 191 médailles remportées, devant le Nigeria et l'Afrique du Sud. L'Algérie et la Tunisie complètent le top 5. Le tableau complet est le suivant :
- Pays organisateur (Ghana)

| Rang  | Nation                           | Or  | Argent | Bronze | Total |
| ----- | -------------------------------- | --- | ------ | ------ | ----- |
| 1     | Égypte                           | 102 | 47     | 42     | 191   |
| 2     | Nigeria                          | 47  | 34     | 40     | 121   |
| 3     | Afrique du Sud                   | 32  | 32     | 42     | 106   |
| 4     | Algérie                          | 29  | 38     | 47     | 114   |
| 5     | Tunisie                          | 22  | 27     | 39     | 88    |
| 6     | Ghana                            | 19  | 29     | 20     | 68    |
| 7     | Maroc                            | 9   | 12     | 14     | 35    |
| 8     | Éthiopie                         | 9   | 8      | 5      | 22    |
| 9     | Maurice                          | 9   | 5      | 11     | 25    |
| 10    | Kenya                            | 8   | 8      | 21     | 37    |
| 11    | Érythrée                         | 7   | 2      | 6      | 15    |
| 12    | Sénégal                          | 4   | 7      | 18     | 29    |
| 13    | Ouganda                          | 4   | 6      | 10     | 20    |
| 14    | Zambie                           | 4   | 5      | 5      | 14    |
| 15    | Madagascar                       | 4   | 4      | 7      | 15    |
| 16    | Niger                            | 4   | 1      | 6      | 11    |
| 17    | Cameroun                         | 3   | 13     | 14     | 30    |
| 18    | Zimbabwe                         | 3   | 4      | 4      | 11    |
| 19    | Bénin                            | 3   | 0      | 0      | 3     |
| 20    | République démocratique du Congo | 2   | 7      | 9      | 18    |
| 21    | Gambie                           | 2   | 0      | 0      | 2     |
| 22    | Libye                            | 1   | 11     | 1      | 13    |
| 23    | Namibie                          | 1   | 4      | 5      | 10    |
| 24    | Burkina Faso                     | 1   | 1      | 7      | 9     |
| 25    | Mali                             | 1   | 1      | 5      | 7     |
| 26    | Angola                           | 1   | 1      | 3      | 5     |
| 27    | Guinée                           | 1   | 1      | 0      | 2     |
| 28    | Union africaine de judo          | 1   | 0      | 2      | 3     |
| 29    | Soudan du Sud                    | 1   | 0      | 0      | 1     |
| 30    | Côte d'Ivoire                    | 0   | 9      | 9      | 18    |
| 31    | Mozambique                       | 0   | 5      | 1      | 6     |
| 32    | Botswana                         | 0   | 3      | 10     | 13    |
| 33    | Liberia                          | 0   | 2      | 2      | 4     |
| 34    | République centrafricaine        | 0   | 1      | 3      | 4     |
| 34    | Gabon                            | 0   | 1      | 3      | 4     |
| 34    | Togo                             | 0   | 1      | 3      | 4     |
| 37    | Guinée équatoriale               | 0   | 1      | 0      | 1     |
| 37    | Somalie                          | 0   | 1      | 0      | 1     |
| 39    | République du Congo              | 0   | 0      | 5      | 5     |
| 40    | Tanzanie                         | 0   | 0      | 3      | 3     |
| 41    | Tchad                            | 0   | 0      | 1      | 1     |
| 41    | Djibouti                         | 0   | 0      | 1      | 1     |
| 41    | Guinée-Bissau                    | 0   | 0      | 1      | 1     |
| 41    | Lesotho                          | 0   | 0      | 1      | 1     |
| 41    | Rwanda                           | 0   | 0      | 1      | 1     |
| Total | Total                            | 333 | 330    | 430    | 1093  |